# Elbhang-Kurier
Der Elbhang-Kurier ist eine deutsche Kulturzeitschrift für die Kulturlandschaft Dresdner Elbtal, die seit 1992 monatlich erscheint. Sie wurde von Holger Friebel, Jürgen Frohse und Burgi Trommer gegründet.
Seit 2013 besteht eine erneuerte Website, die auch für Mobilgeräte abrufbar ist.

## Gründung, Geschichte, Ziele
Die Zeitschrift zitiert in ihrer Selbstdarstellung eine Aussage von Herzogin Anna Amalia über das von ihr herausgegebene Tiefurter Journal: eine „bezaubernde Mischung aus hoher Kultur und banaler Nachricht“. Dieses Zitat träfe – „mit einem Augenzwinkern“ – auch den Charakter des Elbhang-Kuriers. Die Zeitschrift konzentriert sich auf Historisches, Kultur, Kunst und Aktuelles aus dem Dresdner Südosten zwischen Blasewitz und Laubegast, Loschwitz, Pillnitz und dem Weißen Hirsch bis Weißig.
Der Elbhang-Kurier begleitet die Arbeit einer Reihe von Vereinen und, so die Eigendarstellung, „bemüht sich um Bürgernähe“. Vorgestellt werden bedeutende Persönlichkeiten aus Geschichte und Gegenwart, die Alltagsgeschichte von Anwohnern und deren Arbeit. Thematisiert werden auch die architektonische und wirtschaftliche Entwicklung des Elbhang-Gebietes, Entscheidungen des Stadtrates und Initiativen von Bürgern. Das Logo der Zeitschrift zeigt einen stilisierten Hochradfahrer, inspiriert vom Loschwitzer Matthias Griebel und dessen Gefährt.
Der Elbhang-Kurier bezeichnet sich als unabhängig und überparteilich. Die Nullnummer wurde im April 1992 kostenlos von Duo-Dreirädern und von einem Pferdewagen in Loschwitz und Blasewitz verteilt, die offizielle Nr. 1 erschien zum Straßenfest des Dritte-Welt-Ladens Havekost in Hosterwitz und zum Frühlingsfest an der Weinbergkirche in Pillnitz. 1993 verließ Burgi Trommer das Herausgeberteam, der Pillnitzer Chronist Dieter Fischer übernahm ihre Funktion. 1995 zeigten Elbhang-Kurier und der Ortsverein Pillnitz im dortigen Palmenhaus die Ausstellung „Das Palmenhaus Pillnitz in Photographie, Malerei und Grafik“. Seit 1996 werden auch Ansichtskarten vertrieben, erstellt von Redaktion und Verlag. 1997 entstand die Chronik von Söbrigen, 1999 die erste Website im Internet. 2008 erschien das Register der ersten 15 Jahre mit 189 Ausgaben. 2012 wurde auf der Baustelle des Elbe-Hotels Demnitz in Loschwitz das 20-jährige Bestehen gefeiert.